# أليخاندرو ألونسو (موسيقي)
أليخاندرو ألونسو (بالإسبانية: Alejandro Alonso)‏ هو موسيقي مكسيكي، ولد في 14 أغسطس 1952 في ولاية كيريتارو في المكسيك.

## وصلات خارجية
- أليخاندرو ألونسو على موقع ميوزك برينز (الإنجليزية)